# Antoni Chic i Ollés
Antoni Chic i Ollés (Barcelona, 6 d'agost de 1932 - L'Hospitalet de Llobregat, 20 d'octubre de 2016) era un director de teatre i realitzador de televisió català.

## trajectòria professional

### Teatre
- 1957. Los blancos dientes del perro d'Eduard Criado. Estrena al teatre Alexis de Barcelona. La direcció fou en col·laboració de Francisco de A. Toboso.
- 1959, febrer. La desconcertante señora Savage de John Patrick. Estrenada al teatre Candilejas de Barcelona.
- 1959. Gulliver en la luna de Josep Castillo Escalona i Xavier Fàbregas. Estrenada al teatre Candilejas de Barcelona.
- 1960, gener. El senyor Perramon de Josep Maria de Sagarra, adaptació de L'avar de Molière. Estrenada al teatre Candilejas de Barcelona.
- 1960, maig. La torre i el galliner de Vittorio Calvino amb Joan Capri de protagonista. Estrenada al teatre Candilejas de Barcelona.
- 1960, juliol. La herida del tiempo de Priestley. Representada al teatre Candilejas de Barcelona.
- 1960, novembre. La cabeza del dragón. Gran Teatre del Liceu de Barcelona.
- 1961, 20 de maig. El fiscal Requesens de Josep Maria de Sagarra. Estrenada al teatre Candilejas de Barcelona.
- 1962, març. Joc de taula d'Enric Ortenbach. Estrenada al teatre Candilejas de Barcelona.
- 1962, Culpables, de Jaime Salom. Representada al Teatre Barcelona de Barcelona
- 1963. George & Margaret, de Gerald Savory, versió catalana de Xavier Regàs. Estrenada al teatre Candilejas de Barcelona.
- 1965. El zoo de cristal de Tennessee Williams. Teatre Candilejas de Barcelona.
- 1969. Una noia de bosc, de Joaquim Muntañola. Estrenada al teatre Romea de Barcelona.
- 1969, març. El món per un forat de Joan Mas. Estrenada al teatre Romea de Barcelona.
- 1970. Pigmalió de Bernard Shaw, adaptació de Joan Oliver. Teatre Romea.
- 1971. Exiliados de James Joyce. Teatre Poliorama de Barcelona.

### Televisió
- 1987. Amor...salut i feina, amb Joan Pera i Mary Santpere de protagonistes. Produïda per Televisió Espanyola.